# Pleša
Die Pleša ist ein 1262 m. i. J. hoher Berg im Nanos in Südwest-Slowenien.

## Lage und Landschaft
Die Pleša liegt etwa 50 Kilometer südwestlich von Ljubljana, 30 Kilometer nordöstlich von Triest, und 20 Kilometer östlich von Gorica (Gorizia, Görz). Sie bildet den südlichsten Sporn des Hochplateaus des Nanos. Dieses bricht hier allseits steil ab, im Westen in das Vipava-Tal (Vipavska dolina), über das es sich gut 1000 Meter erhebt, im Osten in das Becken von Postojna (Postojnska kotlina, Pivka-Becken), das auf etwa 500 Meter Seehöhe liegt. Westlich liegt Vipava, östlich Postojna, südlich unterhalb der Pass Razdrto (Sattel von Präwald, 599 m. i. J.). Damit bildet der Berg eine von Osten, Süden und Westen weithin sichtbare, orographisch prägnante Landmarke.
Der Grat des Nanos läuft nordwärts zum Laniški Vrh (1236 m. i. J.), in diesem Grat ist die Pleša eine unscheinbare Erhebung.
Da man die Grenze zwischen den Alpen und dem Dinarischen Gebirge (Dinariden) traditionell an der Pforte von Postojna (Adelsberger Pforte, Postojnska vrata) östlich sieht, stellt die Pleša den südlichsten Berg der Ostalpen dar. Heute ist es aber auch üblich, die Berge nördlich noch zum Karst (im weiteren Sinne) zu rechnen und die Grenze der Julischen Alpen nördlicher anzutragen. Die orographisch prägnanteste Umgrenzung der Alpen ist aber hier. Daneben gab es früher auch noch Grenzziehungen viel weiter südlich, etwa bei Delnice auf der Höhe Rijeka, nach denen der Berg gänzlich alpin war.
Westwärts geht der Močilnik zur Vipava, einem Nebenfluss des Isonzo (slowenisch Soča), ostwärts geht die Nanoščica zur Pivka. Der Isonzo geht zur Adria, die Pivka gehört zum Einzugsgebiet der Ljubljanica (Laibach) und der Sava (Save). Damit bildet der Berg die Wasserscheide Mittelmeer–Schwarzes Meer.

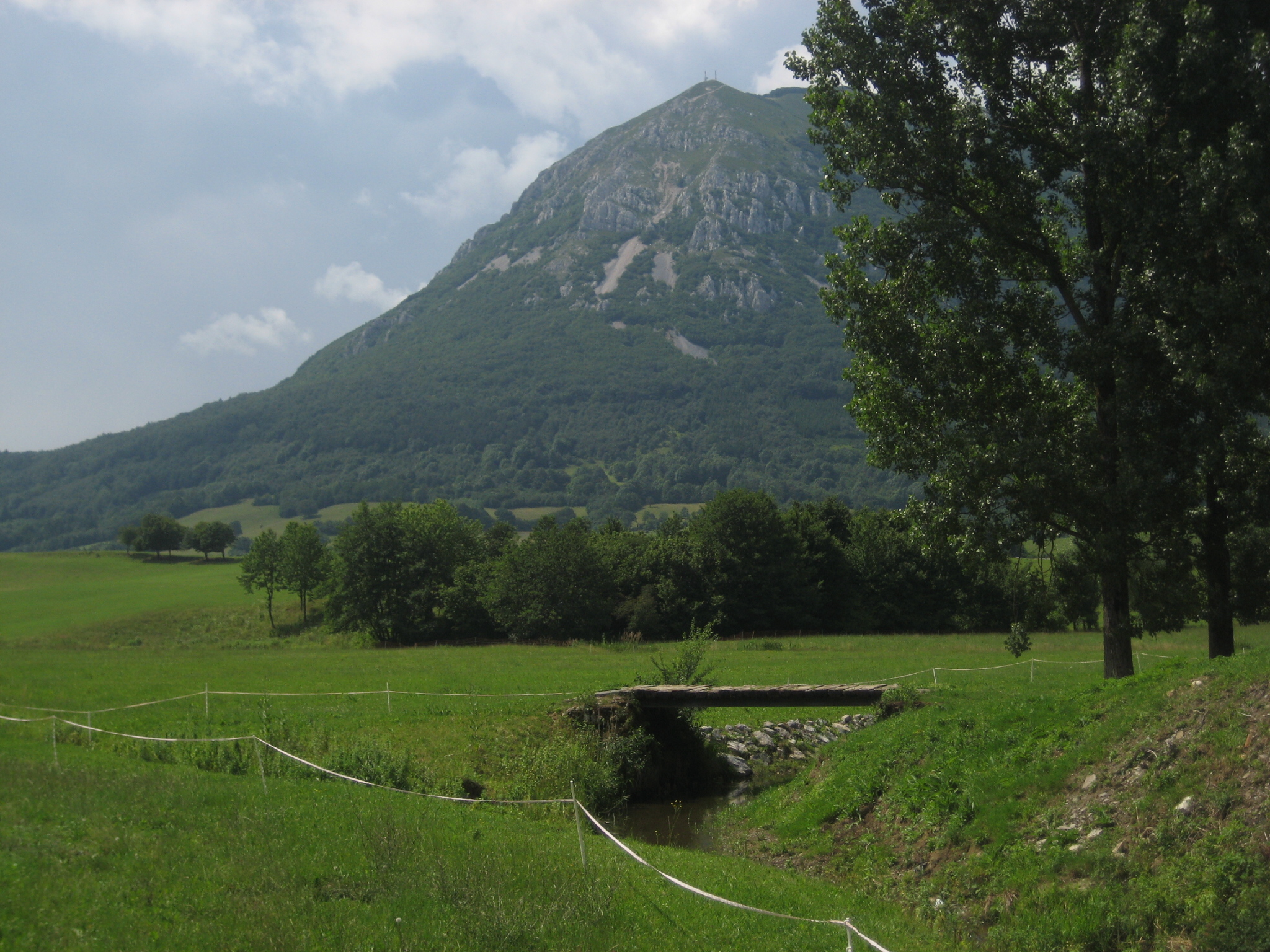
Von Osten
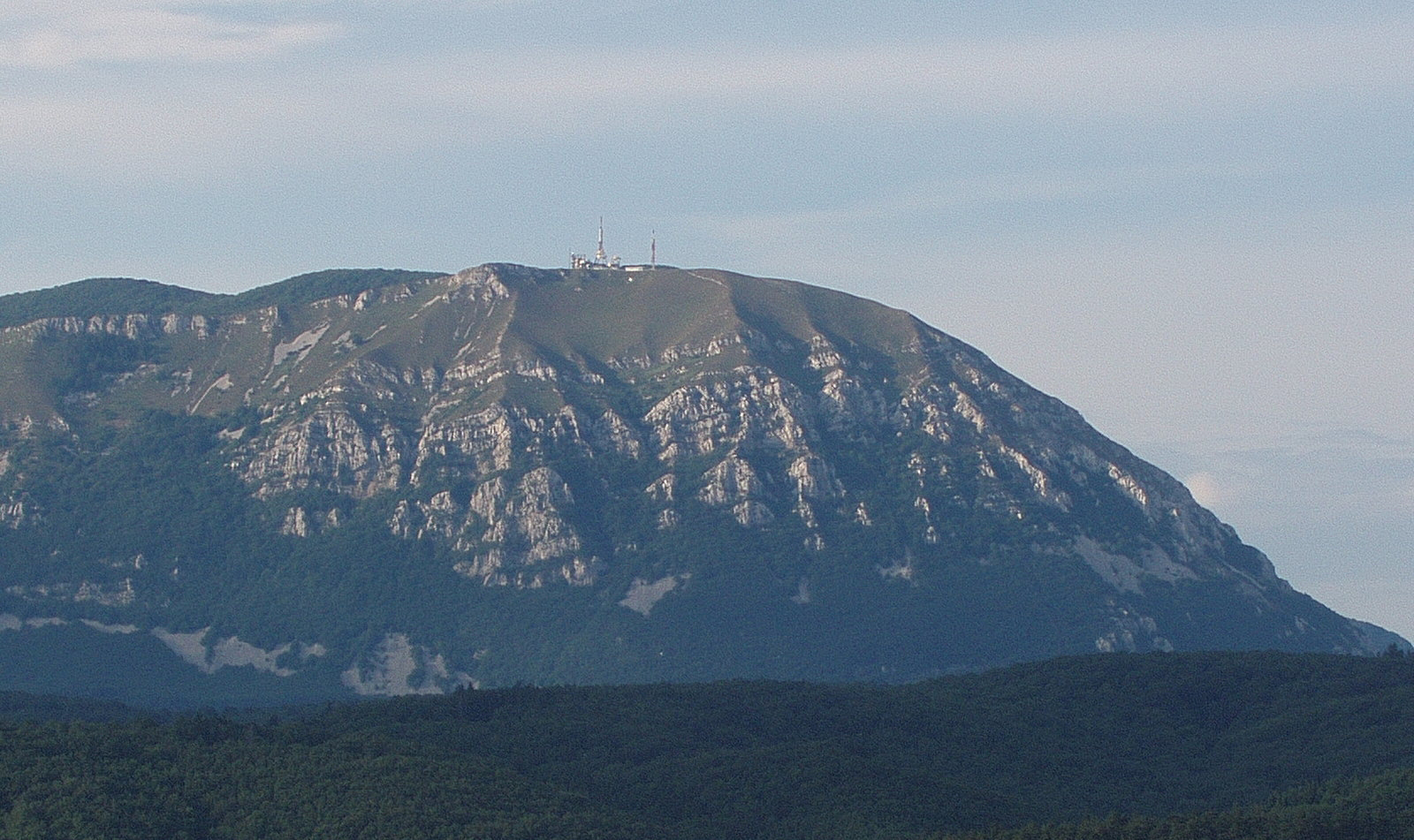
Von Westen
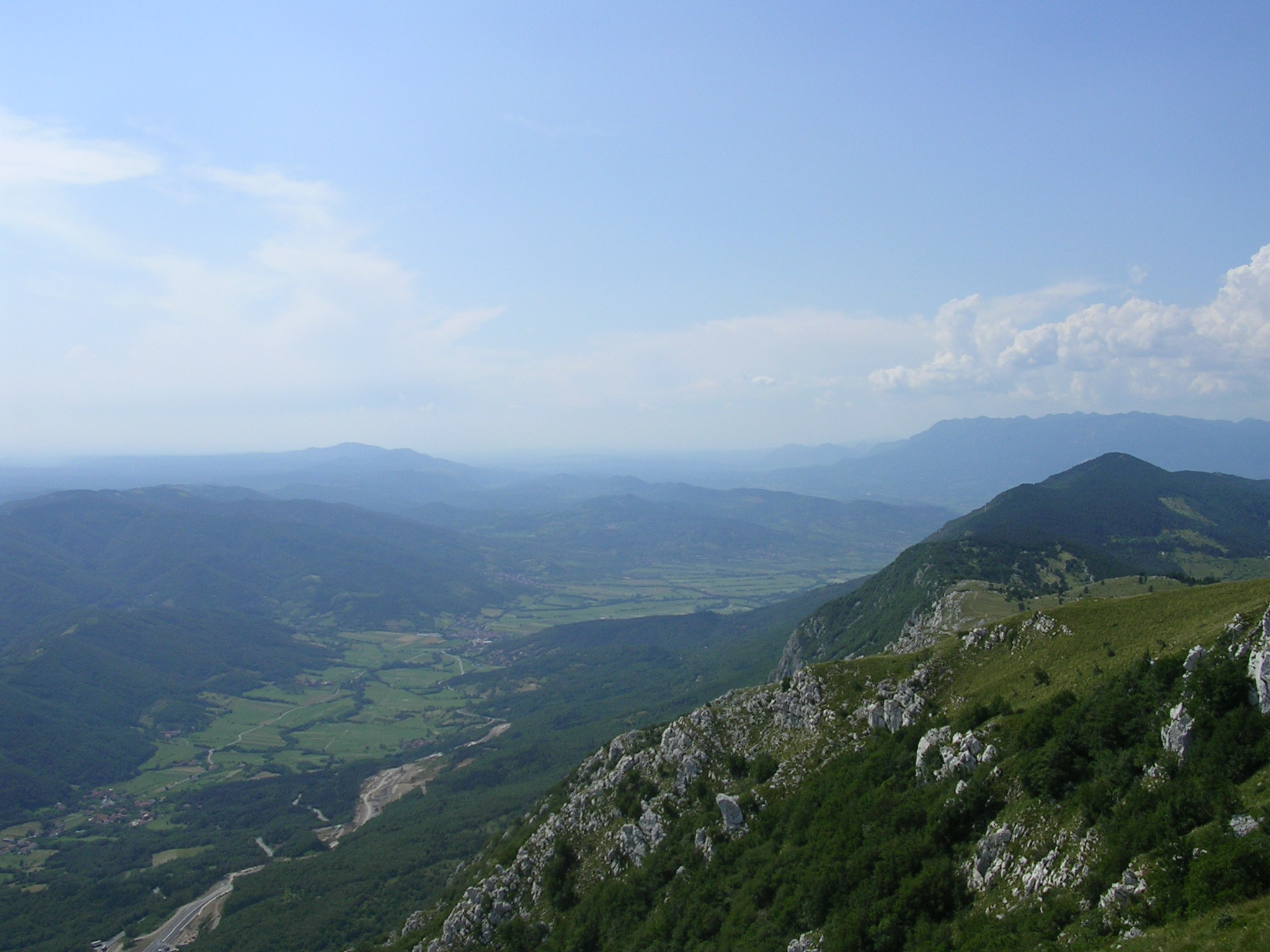
Blick ins Vipavatal
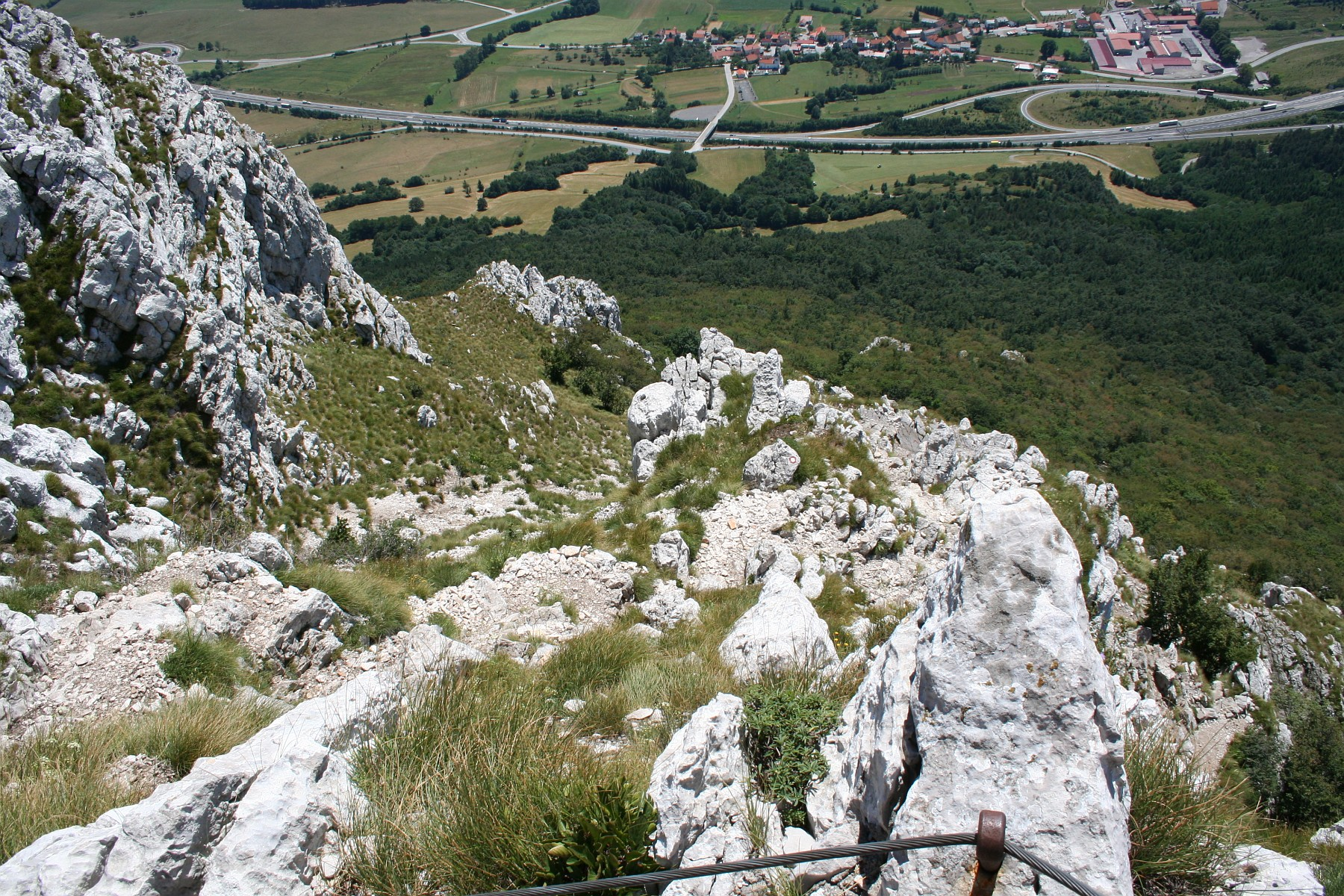
Blick auf den Ort Razdrto

## Erschließung
Unweit des Gipfels steht der im Jahr 1953 erbaute Sender Nanos, eine wichtige Medien- und Telekommunikationsstation des Raumes zwischen Triest und Ljubljana. Bis dorthin führt eine Straße.